# Chain-cum-belt drive

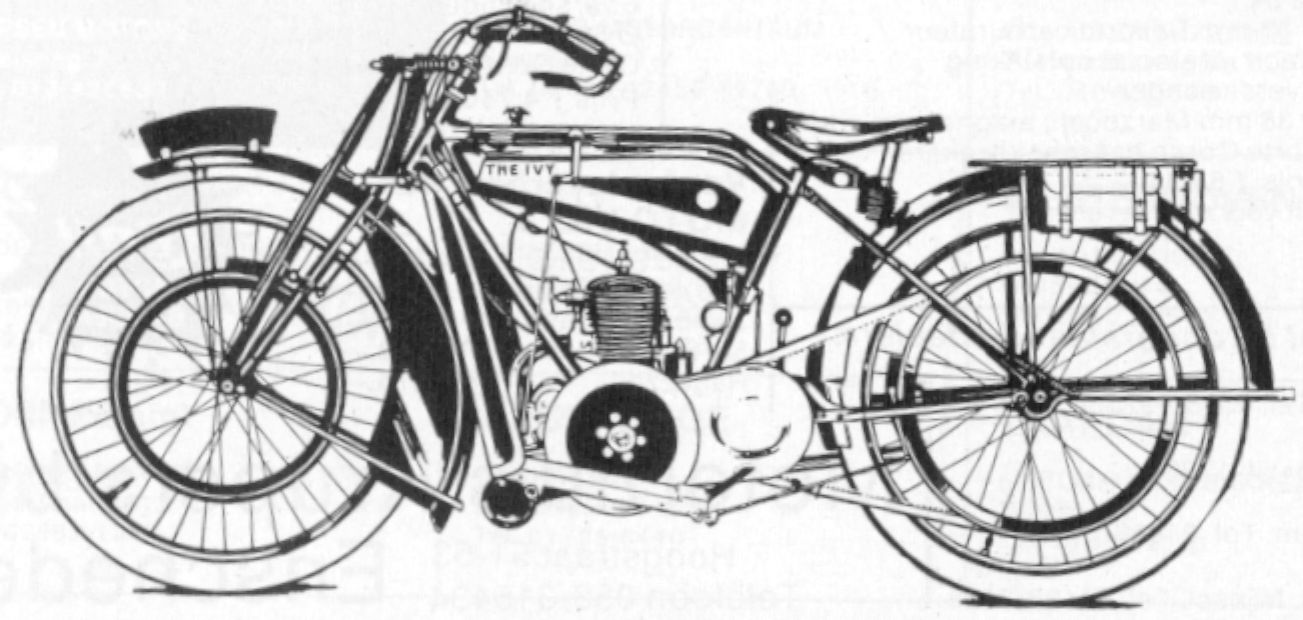
Chain-cum-belt aandrijving op een Ivy uit 1921. Vanaf de krukas loopt een ketting (in de afgesloten kettingkast) naar de versnellingsbak.
Vanaf de versnellingsbak wordt het achterwiel aangedreven door een aandrijfriem

Chain-cum-belt drive was een aandrijfsysteem voor motorfietsen dat tot in het begin van de jaren twintig van de vorige eeuw werd gebruikt. 
De eerste motorfietsen hadden een aandrijfriem die het achterwiel vanaf de krukas rechtstreeks aandreef. Daardoor sloegen motorfietsen af wanneer er gestopt werd en moesten ze steeds worden aangelopen of aangefietst. De eerste versnellingen kwamen van naafversnellingen, overgenomen uit de fietsindustrie. Toen er echter versnellingsbakken werden toegevoegd, werd de riemaandrijving nog steeds toegepast, maar voor de overbrenging tussen krukas en versnellingsbak werd een korte primaire ketting gebruikt. De aandrijfriem werd behouden omdat men de aandrijving met een riem comfortabeler vond en omdat riemen in die tijd minstens zo betrouwbaar waren als een ketting. Bovendien hoefden de modellen niet te veel te worden aangepast voor klanten die kozen voor een motorfiets zonder versnellingen, een keuzemogelijkheid die toen nog heel gewoon was.